# Dr. Frost
A Dr. Frost (hangul: 닥터 프로스트, Taktho Phuroszuthu, RR: Dakteo Peuroseuteu) dél-koreai krimisorozat, melyet az OCN csatorna vetített 2014. november 23. és 2015. február 1. között. A sorozat alapjául I Dzsongbom (이종범, Lee Jong-bum) azonos című manhvája szolgált, melyet 2011-ben tett közzé webképregény formájában a Naver Manhwa.

## Történet
Pek Nambong (Baek Nam-bong) zseniális fiatal pszichológus, akit mindenki csak Dr. Frostként emleget, ősz haja miatt. Frost gyerekkorában egy autóbalesetben megsérült, ami miatt képtelen érzelmek kimutatására és az empátiára. Ennek ellenére elvállalja, hogy az egyetemen, ahol tanult, tanácsadó pszichológusként dolgozzon. Cserfes és minden lében kanál asszisztensnője, Szonga (Seonga) segítségével Nam detektívnek is segítenek gyilkossági ügyek felderítésében, az áldozatok és a gyanúsítottak profilelemzésében. Mindeközben azonban lassan Frost múltja is felszínre kerül és fény derül egy régi bosszúra is, ami közvetlenül kihat nem csak Frostra, de a környezetére is, egy zseniális pszichopata gyilkos műveként.

## Szereplők
- Szong Cshangi (Song Chang-ui) (송창의) mint Dr. Frost
- Csong Uncshe (Jeong Eun-chae) (정은채) mint Szonga (Seonga)
- Szong Dzsiru (Seong Ji-ru) (성지루) mint Nam detektív
- I Jundzsi (Lee Yun-ji) (이윤지) mint Szong Szon (Seong Seon) professzor
- Cshö Dzsongu (Choi Jeong-u) (최정우) mint Cshon (Cheon) professzor
- Szong Dzsongho (Song Jong-ho) (송종호) mint Mun Szonghjon (Mun Seong-hyeon)

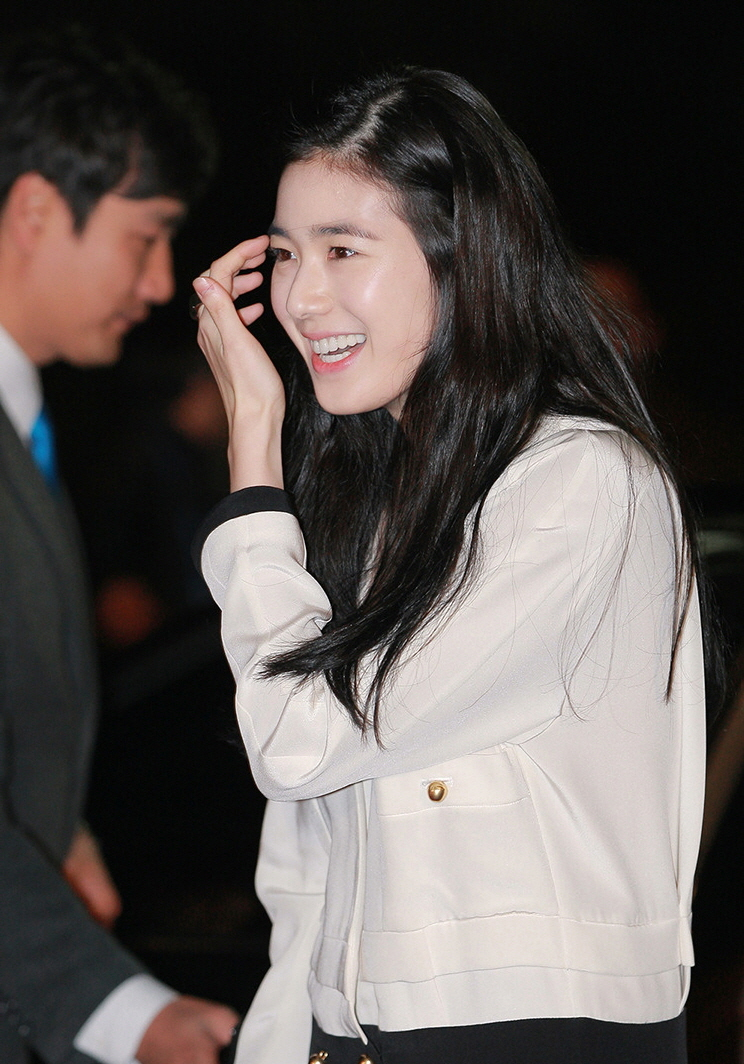
Csong Uncshe (Jeong Eun-chae)
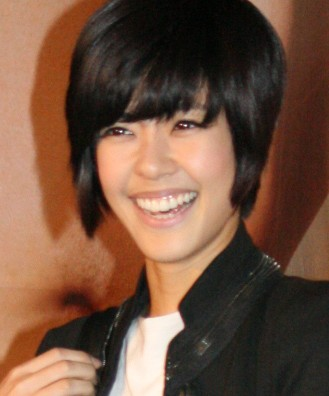
I Jundzsi (Lee Yun-ji)
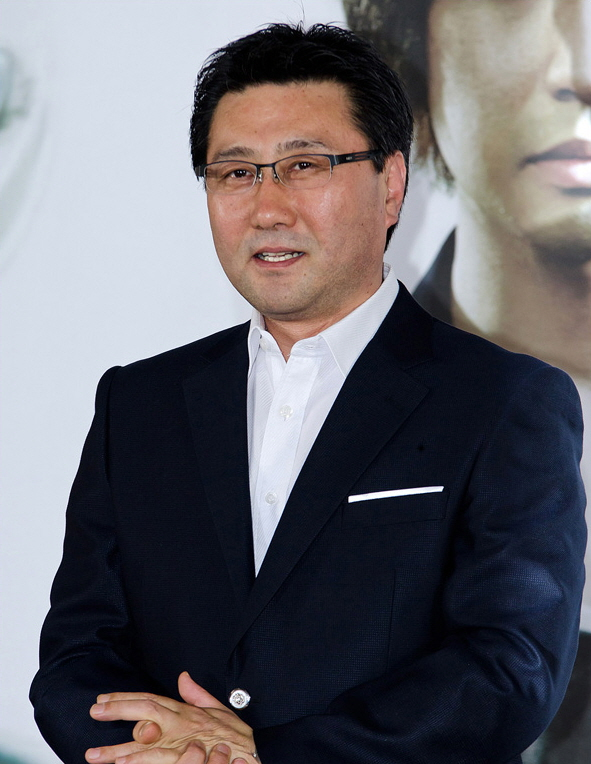
Cshö Dzsongu (Choi Jeong-u)